# The Masked Singer (Vlaanderen)
The Masked Singer is een Vlaams televisieprogramma dat sinds 18 september 2020 wordt uitgezonden door VTM en gebaseerd is op het Zuid-Koreaanse programma King of Mask Singer. De presentatie van het programma is in handen van Jens Dendoncker (vanaf S3), voorheen Niels Destadsbader (S1-S2), die wordt bijgestaan door panelleden Ruth Beeckmans (S2, S4-), Tine Embrechts (S3-), Erik Van Looy (S4-), Elisabeth Lucie Baeten (S4-), Boris Van Severen (S4-), Frances Lefebure (S4-), Aaron Blommaert (S4-) en Véronique De Kock (S4-). Voormalige panelleden waren Jens Dendoncker (S1-S2), Julie Van den Steen (S1-S3), Kevin Janssens S2-S3), Bart Cannaerts (S3), Karen Damen (S1-S3) en Andy Peelman (S2-S3). In het programma gaat een geselecteerde groep bekende Vlamingen gemaskerd de zangstrijd met elkaar aan. Het eerste seizoen werd in het najaar van 2020 uitgezonden. De twee volgende seizoenen werden uitgezonden in het voorjaar van 2022 en 2023. In 2024 werd het vierde seizoen terug in het najaar uitgezonden zoals seizoen 1 in 2020.

## Concept
Onder leiding van presentator Jens Dendoncker, voorheen Niels Destadsbader, geven alle kandidaten een zangoptreden. De deelnemers gaan gemaskerd in een uitbundig kostuum en worden hiernaar vernoemd. Voordat een deelnemer gaat optreden verschijnt er eerst een kort filmpje waarin hij of zij met een vervormde stem een aantal hints geeft over de eigen identiteit; niet alle hints die gegeven worden komen overeen.
Vervolgens treedt de deelnemer gemaskerd op en zingt live voor het publiek en de jury. Dit zingen gebeurt zonder dat de stem vervormd wordt (alhoewel er vaak een effect op wordt gezet). Het speurdersteam bestond uit Jens Dendoncker, Julie Van den Steen en Karen Damen en een vierde jurylid dat iedere week verandert. Deze moest proberen te raden wie er in de kostuums zitten. Vanaf seizoen 2 vervoegden oud-deelnemers Ruth Beeckmans, Kevin Janssens en Andy Peelman het speurdersteam. Er zullen per aflevering telkens 4 speurders aantreden uit deze poule van 6 speurders. In seizoen 3 traden oud-deelnemers Tine Embrechts en Bart Cannaerts aan als nieuwe speurders. Zij vervingen Ruth Beeckmans en Jens Dendoncker. In seizoen 4 traden oud-deelnemers Erik Van Looy, Véronique De Kock, Aaron Blommaert en Boris Van Severen aan als nieuwe speurders. Ruth Beeckmans komt terug na een seizoen onderbreking. Het panel wordt vervolledigd met nieuwe speurders Elisabeth Lucie Baeten en Frances Lefebure. Enkel Tine Embrechts keert terug van het voorgaande seizoen. In het 5de seizoen zullen oud-deelnemers James Cooke, Celine Van Ouytsel en Francisco Schuster het panel vervoegen, samen met nieuwkommer Ward Lemmelijn. Van het vorige seizoen keren Véronique De Kock, Aaron Blommaert, Elisabeth Lucie Baeten en Frances Lefebure terug, ook Ruth Beeckmans en Tine Embrechts blijven mee speuren.
Het 2de seizoen wordt, ondanks de overstap van Niels Destadsbader naar VRT, gepresenteerd door Destadsbader. Dit seizoen wordt in tegenstelling tot het eerste seizoen niet in het najaar van 2020, maar in het voorjaar van 2022 uitgezonden. Het 3de seizoen werd gepresenteerd door Jens Dendoncker.
De vorm van de afleveringen veranderde naargelang het aantal resterende deelnemers, bij de eerste drie afleveringen werden telkens twee deelnemers tegenover elkaar geplaatst. Uit elk duel gaat de winnaar rechtstreeks door naar de volgende aflevering, de verliezer komt terecht in het risicogebied. Uit de verliezende deelnemers mogen het speurdersteam, het in de opnamestudio aanwezige publiek en een groep telekijkers die het programma tijdens de opname op afstand volgen kiezen wie door mag naar de volgende aflevering. De deelnemer met de minste stemmen valt af waarna de identiteit bekendgemaakt wordt.

### Overzicht
| Speurders & presentatie | Seizoen 1 | Seizoen 2 | Seizoen 3 | Seizoen 4 | Seizoen 5 |
| ----------------------- | --------- | --------- | --------- | --------- | --------- |
| Niels Destadsbader      |           |           |           |           |           |
| Jens Dendoncker         |           |           |           |           |           |
| Karen Damen             |           |           |           |           |           |
| Julie Van den Steen     |           |           |           |           |           |
| Ruth Beeckmans          |           |           |           |           |           |
| Andy Peelman            |           |           |           |           |           |
| Kevin Janssens          |           |           |           |           |           |
| Bart Cannaerts          |           |           |           |           |           |
| Tine Embrechts          |           |           |           |           |           |
| Erik Van Looy           |           |           |           |           |           |
| Aaron Blommaert         |           |           |           |           |           |
| Véronique De Kock       |           |           |           |           |           |
| Boris Van Severen       |           |           |           |           |           |
| Frances Lefebure        |           |           |           |           |           |
| Elisabeth Lucie Baeten  |           |           |           |           |           |
| James Cooke             |           |           |           |           |           |
| Celine Van Ouytsel      |           |           |           |           |           |
| Francisco Schuster      |           |           |           |           |           |
| Ward Lemmelijn          |           |           |           |           |           |

 presentator
 speurder
 deelnemer

## Deelnemers

### Seizoen 1 (2020)
| Nr. | Personage  | Deelnemer       | Week 1 | Week 2 | Week 3 | Week 4 | Week 5 | Week 6 | Week 7 | Week 8  |
| --- | ---------- | --------------- | ------ | ------ | ------ | ------ | ------ | ------ | ------ | ------- |
| 1   | Koningin   | Sandra Kim      |        |        |        |        |        |        |        | Winnaar |
| 2   | Duiker     | Giovanni Kemper |        |        |        |        |        |        |        | Tweede  |
| 3   | Wolf       | Kevin Janssens  |        |        |        |        |        |        |        | Derde   |
| 4   | Suikerspin | Nora Gharib     |        |        |        |        |        |        |        |         |
| 5   | Aap        | Ruth Beeckmans  |        |        |        |        |        |        |        |         |
| 6   | Zeemeermin | Kathleen Aerts  |        |        |        |        |        |        |        |         |
| 7   | Duiveltje  | Andy Peelman    |        |        |        |        |        |        |        |         |
| 8   | Otter      | Sam Bettens     |        |        |        |        |        |        |        |         |
| 9   | Libelle    | Dina Tersago    |        |        |        |        |        |        |        |         |
| 10  | Monster    | Bart Tommelein  |        |        |        |        |        |        |        |         |

Legenda:
 Deze deelnemer won de face-off en werd veilig gesteld voor eliminatie.
 Deze deelnemer werd veilig gesteld voor eliminatie door de jury.
 Deze deelnemer verloor de face-off, maar werd gered door de juryleden.
 Deze deelnemer verloor de face-off en/of behoorde tot de twee laagste scorende deelnemers, maar werd gered door het publiek en de kijkers thuis.
 Deze deelnemer werd geëlimineerd uit de competitie en werd vervolgens ontmaskerd.
 Deze deelnemer was al geëlimineerd of was nog niet gestart aan de competitie.
 Deze deelnemer won The Masked Singer.
 Deze deelnemer eindigde tweede.
 Deze deelnemer eindigde derde.

### Seizoen 2 (2022)
| Nr. | Personage     | Deelnemer(s)                  | Week 1 | Week 2 | Week 3 | Week 4 | Week 5 | Week 6 | Week 7 | Week 8 | Week 9 | Week 10 |
| --- | ------------- | ----------------------------- | ------ | ------ | ------ | ------ | ------ | ------ | ------ | ------ | ------ | ------- |
| 1   | Miss Poes     | Camille Dhont                 |        |        |        |        |        |        |        |        |        | Winnaar |
| 2   | Ridder        | Loredana De Amicis            |        |        |        |        |        |        |        |        |        | Tweede  |
| 3   | Konijn        | Conner Rousseau               |        |        |        |        |        |        |        |        |        | Derde   |
| 4   | Schorpioen    | Klaasje Meijer                |        |        |        |        |        |        |        |        |        |         |
| 5   | IJskoning     | Guga Baúl                     |        |        |        |        |        |        |        |        |        |         |
| 6   | Flamme Fatale | Tine Embrechts                |        |        |        |        |        |        |        |        |        |         |
| 7   | Papegaai      | Mathias Vergels               |        |        |        |        |        |        |        |        |        |         |
| 8   | Robots        | Lize Feryn en Aster Nzeyimana |        |        |        |        |        |        |        |        |        |         |
| 9   | Edelhert      | Johnny Logan                  |        |        |        |        |        |        |        |        |        |         |
| 10  | Cycloop       | Bart Cannaerts                |        |        |        |        |        |        |        |        |        |         |
| 11  | Radijsje      | Erik Van Looy                 |        |        |        |        |        |        |        |        |        |         |
| 12  | Roos          | Yanina Wickmayer              |        |        |        |        |        |        |        |        |        |         |

Legenda:
 Deze deelnemer won de face-off en werd veilig gesteld voor eliminatie.
 Deze deelnemer werd veilig gesteld voor eliminatie door de jury.
 Deze deelnemer verloor de face-off, maar werd gered door de juryleden.
 Deze deelnemer verloor de face-off en/of behoorde tot de twee laagste scorende deelnemers, maar werd gered door het publiek en de kijkers thuis.
 Deze deelnemer werd geëlimineerd uit de competitie en werd vervolgens ontmaskerd.
 Deze deelnemer was al geëlimineerd of was nog niet gestart aan de competitie.
 Deze deelnemer won The Masked Singer.
 Deze deelnemer eindigde tweede.
 Deze deelnemer eindigde derde.

### Seizoen 3 (2023)
| Nr. | Personage    | Deelnemer         | Week 1 | Week 2 | Week 3 | Week 4 | Week 5 | Week 6 | Week 7 | Week 8 | Week 9 | Week 10 | Week 11 | Week 12 |
| --- | ------------ | ----------------- | ------ | ------ | ------ | ------ | ------ | ------ | ------ | ------ | ------ | ------- | ------- | ------- |
| 1   | Tovenaar     | Aaron Blommaert   |        |        |        |        |        |        |        |        |        |         |         | Winnaar |
| 2   | Champignon   | Miguel Wiels      |        |        |        |        |        |        |        |        |        |         |         | Tweede  |
| 3   | Raaf         | Coely             |        |        |        |        |        |        |        |        |        |         |         | Derde   |
| 4   | Hippo        | Boris Van Severen |        |        |        |        |        |        |        |        |        |         |         |         |
| 5   | Foxy Lady    | Danira Boukhriss  |        |        |        |        |        |        |        |        |        |         |         |         |
| 6   | Leeuw        | Maksim Stojanac   |        |        |        |        |        |        |        |        |        |         |         |         |
| 7   | Minotaurus   | Jan Van Looveren  |        |        |        |        |        |        |        |        |        |         |         |         |
| 8   | Mummie       | Véronique De Kock |        |        |        |        |        |        |        |        |        |         |         |         |
| 9   | Kosmos       | Siska Schoeters   |        |        |        |        |        |        |        |        |        |         |         |         |
| 9   | Soaperstar   | Kat Kerkhofs      |        |        |        |        |        |        |        |        |        |         |         |         |
| 11  | Vlinder      | Anouk Matton      |        |        |        |        |        |        |        |        |        |         |         |         |
| 11  | Groot Licht  | Timmy Simons      |        |        |        |        |        |        |        |        |        |         |         |         |
| 13  | Kolonel Mops | Marc Coucke       |        |        |        |        |        |        |        |        |        |         |         |         |
| 13  | Skiwi        | Herman Verbruggen |        |        |        |        |        |        |        |        |        |         |         |         |

Legenda:
 Deze deelnemer won de face-off en werd veilig gesteld voor eliminatie.
 Deze deelnemer werd veilig gesteld voor eliminatie door de jury.
 Deze deelnemer verloor de face-off, maar werd gered door de juryleden.
 Deze deelnemer verloor de face-off en/of behoorde tot de twee laagste scorende deelnemers, maar werd gered door het publiek en de kijkers thuis.
 Deze deelnemer werd geëlimineerd uit de competitie en werd vervolgens ontmaskerd.
 Deze deelnemer was al geëlimineerd of was nog niet gestart aan de competitie.
 Deze deelnemer won The Masked Singer.
 Deze deelnemer eindigde tweede.
 Deze deelnemer eindigde derde.

### Seizoen 4 (2024)
| Nr. | Personage       | Deelnemer                            | Week 1 | Week 2 | Week 3 | Week 4 | Week 5 | Week 6 | Week 7 | Week 8 | Week 9 | Week 10 | Week 11 | Week 12 |
| --- | --------------- | ------------------------------------ | ------ | ------ | ------ | ------ | ------ | ------ | ------ | ------ | ------ | ------- | ------- | ------- |
| 1   | Labradoodle     | Francisco Schuster                   |        |        |        |        |        |        |        |        |        |         |         | Winnaar |
| 2   | Feniks          | Gustaph                              |        |        |        |        |        |        |        |        |        |         |         | Tweede  |
| 3   | Poppemie        | Nathalie Meskens                     |        |        |        |        |        |        |        |        |        |         |         | Derde   |
| 4   | Medusa          | Linda Mertens                        |        |        |        |        |        |        |        |        |        |         |         |         |
| 5   | Zeeduivel       | Ruslana                              |        |        |        |        |        |        |        |        |        |         |         |         |
| 6   | Giraf           | James Cooke                          |        |        |        |        |        |        |        |        |        |         |         |         |
| 7   | Zebra           | Celine Van Ouytsel                   |        |        |        |        |        |        |        |        |        |         |         |         |
| 8   | Space Babe      | Samson & Marie                       |        |        |        |        |        |        |        |        |        |         |         |         |
| SG  | Eekhoorn        | Wout van Aert                        |        |        |        |        |        | SG     |        |        |        |         |         |         |
| 9   | Dame Blanche    | Zita Wauters                         |        |        |        |        |        |        |        |        |        |         |         |         |
| 10  | Tik & Tok       | Joris Hessels & Dominique Van Malder |        |        |        |        |        |        |        |        |        |         |         |         |
| 11  | Eikeltje        | Frank Verstraeten                    |        |        |        |        |        |        |        |        |        |         |         |         |
| 12  | Boom            | Wim De Vilder                        |        |        |        |        |        |        |        |        |        |         |         |         |
| 13  | De Mike         | Hugo Sigal                           |        |        |        |        |        |        |        |        |        |         |         |         |
| 14  | Mister Withlove | Karl Vannieuwkerke                   |        |        |        |        |        |        |        |        |        |         |         |         |

Legenda:
 Deze deelnemer won de face-off en werd veilig gesteld voor eliminatie. Deze deelnemer werd veilig gesteld voor eliminatie door de jury.
 Deze deelnemer verloor de face-off, maar werd gered door de juryleden.
 Deze deelnemers kregen evenveel stemmen van de jury, waardoor niemand veilig was voor eliminatie. Deze deelnemers werden gered door de het publiek en de kijkers thuis.
 Deze deelnemer verloor de face-off en/of behoorde tot de twee laagste scorende deelnemers, maar werd gered door het publiek en de kijkers thuis.
 Deze deelnemer werd geëlimineerd uit de competitie en werd vervolgens ontmaskerd,
 Deze deelnemer was al geëlimineerd of was nog niet gestart aan de competitie.
 Deze deelnemer won The Masked Singer.
 Deze deelnemer eindigde tweede.
 Deze deelnemer eindigde derde.
 Deze deelnemer is geen deelnemer maar een special guest in deze aflevering
SG: Special Guest

## Het speurdersteam
Voor de onthulling wordt er gevraagd aan het speurderteam wie hun hoofdverdachte is. De kijkers thuis kunnen via de app van VTM GO hun hoofdverdachte opgeven. In het programma wordt telkens de top drie weergegeven.

## Speurders
Naast Jens Dendoncker, Julie Van den Steen en Karen Damen is er elke week een ander gastspeurder, hieronder een overzicht. Vanaf seizoen 2 vervoegen oud-deelnemers Ruth Beeckmans, Kevin Janssens en Andy Peelman het speurdersteam. Er zullen per aflevering telkens 4 speurders aantreden uit deze poule van 6 speurders. In het tweede seizoen wordt er ook soms met een gastspeurder gewerkt. In seizoen 3 zullen oud-deelnemers Tine Embrechts en Bart Cannaerts aantreden als nieuwe speurders. Zij vervangen Beeckmans en Dendoncker. In het 3de seizoen was er ook geregeld een gastspeurder te zien. In seizoen 4 zullen oud-deelnemers Erik Van Looy, Véronique De Kock, Aaron Blommaert en Boris Van Severen aantreden als nieuwe speurders. Ruth Beeckmans komt terug na een seizoen onderbreking. Het panel wordt vervolledigd met nieuwe speurders Elisabeth Lucie Baeten en Frances Lefebure. Enkel Tine Embrechts keert terug van het voorgaande seizoen.
| Afl. | Uitzenddatum      | Samenstelling   | Samenstelling       | Samenstelling | Samenstelling     |
| Afl. | Uitzenddatum      | 1               | 2                   | 3             | 4                 |
| ---- | ----------------- | --------------- | ------------------- | ------------- | ----------------- |
| 1    | 18 september 2020 | Jens Dendoncker | Julie Van den Steen | Karen Damen   | Sean Dhondt       |
| 2    | 25 september 2020 | Jens Dendoncker | Julie Van den Steen | Karen Damen   | Leen Dendievel    |
| 3    | 2 oktober 2020    | Jens Dendoncker | Julie Van den Steen | Karen Damen   | Guga Baúl         |
| 4    | 9 oktober 2020    | Jens Dendoncker | Julie Van den Steen | Karen Damen   | Ingeborg Sergeant |
| 5    | 16 oktober 2020   | Jens Dendoncker | Julie Van den Steen | Karen Damen   | Laura Tesoro      |
| 6    | 23 oktober 2020   | Jens Dendoncker | Julie Van den Steen | Karen Damen   | Vincent Banić     |
| 7    | 30 oktober 2020   | Jens Dendoncker | Julie Van den Steen | Karen Damen   | Lize Feryn        |
| 8    | 6 november 2020   | Jens Dendoncker | Julie Van den Steen | Karen Damen   | Sean Dhondt       |

 gastspeurder
| Afl. | Uitzenddatum     | Samenstelling                                              | Samenstelling                                              | Samenstelling                                              | Samenstelling                                              |
| Afl. | Uitzenddatum     | 1                                                          | 2                                                          | 3                                                          | 4                                                          |
| ---- | ---------------- | ---------------------------------------------------------- | ---------------------------------------------------------- | ---------------------------------------------------------- | ---------------------------------------------------------- |
| 1    | 14 januari 2022  | Jens Dendoncker                                            | Julie Van den Steen                                        | Karen Damen                                                | Kevin Janssens                                             |
| 2    | 21 januari 2022  | Ruth Beeckmans                                             | Julie Van den Steen                                        | Karen Damen                                                | Andy Peelman                                               |
| 3    | 28 januari 2022  | Ruth Beeckmans                                             | Julie Van den Steen                                        | Andy Peelman                                               | Bart Kaëll                                                 |
| 4    | 4 februari 2022  | Jens Dendoncker                                            | Karen Damen                                                | Kevin Janssens                                             | Élodie Ouédraogo                                           |
| 5    | 11 februari 2022 | Andy Peelman                                               | Julie Van den Steen                                        | Kevin Janssens                                             | Ann Tuts                                                   |
| 6    | 18 februari 2022 | Ruth Beeckmans                                             | Julie Van den Steen                                        | Karen Damen                                                | Bart Peeters                                               |
| 7    | 25 februari 2022 | Jens Dendoncker                                            | Ruth Beeckmans                                             | Kevin Janssens                                             | Stan Van Samang                                            |
| 8    | 4 maart 2022     | Ruth Beeckmans                                             | Andy Peelman                                               | Karen Damen                                                | Tinne Oltmans                                              |
| 9    | 11 maart 2022    | Ruth Beeckmans                                             | Julie Van den Steen                                        | Andy Peelman                                               | An Lemmens                                                 |
| 10   | 18 maart 2022    | Afwisselend tussen Jens, Ruth, Karen, Kevin, Andy en Julie | Afwisselend tussen Jens, Ruth, Karen, Kevin, Andy en Julie | Afwisselend tussen Jens, Ruth, Karen, Kevin, Andy en Julie | Afwisselend tussen Jens, Ruth, Karen, Kevin, Andy en Julie |

 gastspeurder
| Afl. | Uitzenddatum     | Samenstelling                                                                      | Samenstelling                                                                      | Samenstelling                                                                      | Samenstelling                                                                      |
| Afl. | Uitzenddatum     | 1                                                                                  | 2                                                                                  | 3                                                                                  | 4                                                                                  |
| ---- | ---------------- | ---------------------------------------------------------------------------------- | ---------------------------------------------------------------------------------- | ---------------------------------------------------------------------------------- | ---------------------------------------------------------------------------------- |
| 1    | 3 februari 2023  | Kevin Janssens                                                                     | Julie Van den Steen                                                                | Bart Cannaerts                                                                     | Andy Peelman                                                                       |
| 2    | 10 februari 2023 | Kevin Janssens                                                                     | Tine Embrechts                                                                     | Bart Cannaerts                                                                     | Astrid Coppens                                                                     |
| 3    | 17 februari 2023 | Andy Peelman                                                                       | Julie Van den Steen                                                                | Tine Embrechts                                                                     | Kürt Rogiers                                                                       |
| 4    | 24 februari 2023 | Andy Peelman                                                                       | Julie Van den Steen                                                                | Kevin Janssens                                                                     | Maaike Cafmeyer                                                                    |
| 5    | 3 maart 2023     | Andy Peelman                                                                       | Tine Embrechts                                                                     | Kevin Janssens                                                                     | Nina Derwael                                                                       |
| 6    | 10 maart 2023    | Bart Cannaerts                                                                     | Julie Van den Steen                                                                | Kevin Janssens                                                                     | Margriet Hermans                                                                   |
| 7    | 17 maart 2023    | Bart Cannaerts                                                                     | Tine Embrechts                                                                     | Andy Peelman                                                                       | Karen Damen                                                                        |
| 8    | 31 maart 2023    | Kevin Janssens                                                                     | Julie Van den Steen                                                                | Karen Damen                                                                        | Kamal Kharmach                                                                     |
| 9    | 7 april 2023     | Andy Peelman                                                                       | Tine Embrechts                                                                     | Karen Damen                                                                        | Jelle De Beule                                                                     |
| 10   | 14 april 2023    | Andy Peelman                                                                       | Tine Embrechts                                                                     | Karen Damen                                                                        | Julie Van den Steen                                                                |
| 11   | 21 april 2023    | Kevin Janssens                                                                     | Tine Embrechts                                                                     | Julie Van den Steen                                                                | Belle Perez                                                                        |
| 12   | 28 april 2023    | Kevin Janssens, Julie Van den Steen, Tine Embrechts, Karen Damen en Bart Cannaerts | Kevin Janssens, Julie Van den Steen, Tine Embrechts, Karen Damen en Bart Cannaerts | Kevin Janssens, Julie Van den Steen, Tine Embrechts, Karen Damen en Bart Cannaerts | Kevin Janssens, Julie Van den Steen, Tine Embrechts, Karen Damen en Bart Cannaerts |

 gastspeurder
| Afl. | Uitzenddatum      | Samenstelling                                                                                  | Samenstelling                                                                                  | Samenstelling                                                                                  | Samenstelling                                                                                  |
| Afl. | Uitzenddatum      | 1                                                                                              | 2                                                                                              | 3                                                                                              | 4                                                                                              |
| ---- | ----------------- | ---------------------------------------------------------------------------------------------- | ---------------------------------------------------------------------------------------------- | ---------------------------------------------------------------------------------------------- | ---------------------------------------------------------------------------------------------- |
| 1    | 20 september 2024 | Ruth Beeckmans                                                                                 | Aaron Blommaert                                                                                | Elisabeth Lucie Baeten                                                                         | Olga Leyers                                                                                    |
| 2    | 27 september 2024 | Véronique De Kock                                                                              | Frances Lefebure                                                                               | Erik Van Looy                                                                                  | Fien Germijns                                                                                  |
| 3    | 4 oktober 2024    | Aaron Blommaert                                                                                | Tine Embrechts                                                                                 | Boris Van Severen                                                                              | William Boeva                                                                                  |
| 4    | 11 oktober 2024   | Véronique De Kock                                                                              | Frances Lefebure                                                                               | Elisabeth Lucie Baeten                                                                         | Dany Verstraeten                                                                               |
| 5    | 18 oktober 2024   | Ruth Beeckmans                                                                                 | Aaron Blommaert                                                                                | Tine Embrechts                                                                                 | Jeroom Snelders                                                                                |
| 6    | 25 oktober 2024   | Ruth Beeckmans                                                                                 | Aaron Blommaert                                                                                | Boris Van Severen                                                                              | Lynn Van den Broeck                                                                            |
| 7    | 1 november 2024   | Aaron Blommaert                                                                                | Frances Lefebure                                                                               | Tine Embrechts                                                                                 | Gloria Monserez                                                                                |
| 8    | 8 november 2024   | Véronique De Kock                                                                              | Erik Van Looy                                                                                  | Elisabeth Lucie Baeten                                                                         | Kelly Pfaff                                                                                    |
| 9    | 15 november 2024  | Ruth Beeckmans                                                                                 | Boris Van Severen                                                                              | Véronique De Kock                                                                              | Manu Van Acker                                                                                 |
| 10   | 22 november 2024  | Aaron Blommaert                                                                                | Tine Embrechts                                                                                 | Véronique De Kock                                                                              | Wim Opbrouck                                                                                   |
| 11   | 29 november 2024  | Elisabeth Lucie Baeten                                                                         | Erik Van Looy                                                                                  | Tine Embrechts                                                                                 | Barbara Sarafian                                                                               |
| 12   | 6 december 2024   | Aaron Blommaert, Frances Lefebure, Elisabeth Lucie Baeten, Véronique De Kock en Tine Embrechts | Aaron Blommaert, Frances Lefebure, Elisabeth Lucie Baeten, Véronique De Kock en Tine Embrechts | Aaron Blommaert, Frances Lefebure, Elisabeth Lucie Baeten, Véronique De Kock en Tine Embrechts | Aaron Blommaert, Frances Lefebure, Elisabeth Lucie Baeten, Véronique De Kock en Tine Embrechts |

 gastspeurder

## Kijkcijfers

### Seizoen 1 (2020)
| Afl. | Uitzenddatum      | Kijkcijfers live |
| ---- | ----------------- | ---------------- |
| 1    | 18 september 2020 | 1.003.222        |
| 2    | 25 september 2020 | 1.284.929        |
| 3    | 2 oktober 2020    | 1.297.212        |
| 4    | 9 oktober 2020    | 1.365.665        |
| 5    | 16 oktober 2020   | 1.358.421        |
| 6    | 23 oktober 2020   | 1.450.016        |
| 7    | 30 oktober 2020   | 1.735.151        |
| 8    | 6 november 2020   | 2.015.005        |

### Seizoen 2 (2022)
| Afl. | Uitzenddatum     | Kijkcijfers live | Kijkcijfers live+7 (alle schermen) |
| ---- | ---------------- | ---------------- | ---------------------------------- |
| 1    | 14 januari 2022  | 1.385.170        | 1.764.658                          |
| 2    | 21 januari 2022  | 1.424.075        | 1.801.726                          |
| 3    | 28 januari 2022  | 1.561.483        | 1.907.046                          |
| 4    | 4 februari 2022  | 1.486.764        | 1.812.664                          |
| 5    | 11 februari 2022 | 1.414.391        | 1.747.144                          |
| 6    | 18 februari 2022 | 1.496.438        | 1.802.189                          |
| 7    | 25 februari 2022 | 1.314.418        | 1.653.930                          |
| 8    | 4 maart 2022     | 1.335.658        | 1.620.897                          |
| 9    | 11 maart 2022    | 1.316.339        | 1.617.641                          |
| 10   | 18 maart 2022    | 1.512.929        | 1.770.878                          |

### Seizoen 3 (2023)
| Afl. | Uitzenddatum     | Kijkcijfers live |
| ---- | ---------------- | ---------------- |
| 1    | 3 februari 2023  | 1.293.275        |
| 2    | 10 februari 2023 | 1.255.582        |
| 3    | 17 februari 2023 | 1.229.912        |
| 4    | 24 februari 2023 | 1.296.862        |
| 5    | 3 maart 2023     | 1.296.278        |
| 6    | 10 maart 2023    | 1.184.594        |
| 7    | 17 maart 2023    | 1.148.651        |
| 8    | 31 maart 2023    | 1.078.378        |
| 9    | 7 april 2023     | 1.131.151        |
| 10   | 14 april 2023    | 1.052.720        |
| 11   | 21 april 2023    | 1.151.065        |
| 12   | 28 april 2023    | 1.463.889        |

### Seizoen 4 (2024)
| Afl. | Uitzenddatum      | Kijkcijfers live |
| ---- | ----------------- | ---------------- |
| 1    | 20 september 2024 | 1.440.989        |
| 2    | 27 september 2024 | 1.359.907        |
| 3    | 4 oktober 2024    | 1.353.153        |
| 4    | 11 oktober 2024   | 1.079.742        |
| 5    | 18 oktober 2024   | 1.043.697        |
| 6    | 25 oktober 2024   | 987.880          |
| 7    | 1 november 2024   | 996.176          |
| 8    | 8 november 2024   | 967.317          |
| 9    | 15 november 2024  | 1.019.392        |
| 10   | 22 november 2024  | 1.014.332        |
| 11   | 29 november 2024  | 893.914          |
| 12   | 6 december 2024   | 959.950          |

## Behind the Mask
Na elke ontmaskering kan men het verhaal van elke kandidaat volgen via het programma Behind the Mask op VTM GO. Sinds het tweede seizoen wordt het ook op televisie uitgezonden elke woensdagavond om 20.35 uur. In seizoen 4 neemt Jens Dendoncker plaats langs elke kandidaat en overlopen ze samen hun parcour. De meest recente afvaller wordt gepresenteerd.
| Afl. | Uitzenddatum     | Kandidaat                     | Kijkcijfers (live) |
| ---- | ---------------- | ----------------------------- | ------------------ |
| 1    | 19 januari 2022  | Yanina Wickmayer              | 439.644            |
| 2    | 26 januari 2022  | Erik Van Looy                 | 409.420            |
| 3    | 2 februari 2022  | Bart Cannaerts                | 301.255            |
| 4    | 9 februari 2022  | Johnny Logan                  | 374.932            |
| 5    | 16 februari 2022 | Lize Feryn en Aster Nzeyimana | 378.180            |
| 6    | 23 februari 2022 | Mathias Vergels               | 371.391            |
| 7    | 2 maart 2022     | Tine Embrechts                | 302.445            |
| 8    | 9 maart 2022     | Guga Baúl                     | 352.640            |
| 9    | 16 maart 2022    | Klaasje Meijer                | 326.437            |
| 10   | 23 maart 2022    | Conner Rousseau               | 353.921            |
| 11   | 23 maart 2022    | Loredana De Amicis            | 353.921            |
| 12   | 23 maart 2022    | Camille Dhont                 | 353.921            |

| Afl. | Uitzenddatum     | Kandidaat         | Kijkcijfers (live) |
| ---- | ---------------- | ----------------- | ------------------ |
| 1    | 8 februari 2023  | Herman Verbruggen | 357.068            |
| 2    | 15 februari 2023 | Marc Coucke       | 287.390            |
| 3    | 22 februari 2023 | Timmy Simons      | 363.618            |
| 4    | 1 maart 2023     | Anouk Matton      | 232.743            |
| 5    | 8 maart 2023     | Kat Kerkhofs      | 310.124            |
| 6    | 15 maart 2023    | Siska Schoeters   | Onbekend           |
| 7    | 22 maart 2023    | Véronique De Kock | Onbekend           |
| 8    | 7 april 2023     | Jan Van Looveren  | 172.457            |
| 9    | 14 april 2023    | Maksim Stojanac   | 122.262            |
| 10   | 21 april 2023    | Danira Boukhriss  | 161.329            |
| 11   | 28 april 2023    | Boris Van Severen | 177.517            |
| 12   | 3 mei 2023       | Coely             | 256.398            |
| 13   | 3 mei 2023       | Miguel Wiels      | 256.398            |
| 14   | 3 mei 2023       | Aaron Blommaert   | 256.398            |

| Afl. | Uitzenddatum      | Kandidaat                             | Kijkcijfers (live) |
| ---- | ----------------- | ------------------------------------- | ------------------ |
| 1    | 27 september 2024 | Karl Vannieuwkerke                    | 196.557            |
| 2    | 4 oktober 2024    | Hugo Sigal                            | 134.649            |
| 3    | 11 oktober 2024   | Wim De Vilder                         | 162.471            |
| 4    | 18 oktober 2024   | Frank Verstraeten                     | 169.098            |
| 5    | 25 oktober 2024   | Joris Hessels en Dominique Van Malder | 189.236            |
| 6    | 1 november 2024   | Wout Van Aert                         | 235.433            |
| 7    | 1 november 2024   | Zita Wauters                          | 235.433            |
| 8    | 8 november 2024   | Samson & Marie                        | 235.352            |
| 9    | 15 november 2024  | Celine Van Ouytsel                    | 273.272            |
| 10   | 22 november 2024  | James Cooke                           | 145.462            |
| 11   | 29 november 2024  | Ruslana                               | 158.310            |
| 12   | 6 december 2024   | Linda Mertens                         | 131.878            |
| 13   | 8 december 2024   | Nathalie Meskens                      | 212.355            |
| 14   | 8 december 2024   | Gustaph                               | 212.355            |
| 14   | 8 december 2024   | Francisco Schuster                    | 212.355            |

## The Masked Singer: Live in concert
Op 14 en 15 april 2023 vond het eerste concert van The Masked Singer plaats in het Sportpaleis met 16 Masked Singers van de 3 seizoenen. Op dat moment waren Tovenaar, Raaf en Champignon nog niet ontmaskerd in het programma. Bezoekers kregen in de show extra tips over de identiteit. Het concert werd gepresenteerd door Jens Dendoncker. Het concert werd op 14 mei 2023 uitgezonden op tv. 2Fabiola en Belle Perez waren te zien als gastfiguren.
| Editie 1 (15 april 2023) | Editie 1 (15 april 2023) | Editie 1 (15 april 2023) |
| Seizoen                  | Personage                | Deelnemer                |
| ------------------------ | ------------------------ | ------------------------ |
| 1                        | Koningin                 | Sandra Kim               |
| 1                        | Duiker                   | Giovanni Kemper          |
| 1                        | Wolf                     | Kevin Janssens           |
| 2                        | Ridder                   | Loredana                 |
| 2                        | Miss Poes                | Camille                  |
| 2                        | Konijn                   | Conner Rousseau          |
| 3                        | Skiwi                    | Herman Verbruggen        |
| 3                        | Leeuw                    | Maksim Stojanac          |
| 3                        | Foxy Lady                | Danira Boukhriss         |
| 3                        | Mummie                   | Véronique De Kock        |
| 3                        | Vlinder                  | Anouk Matton             |
| 3                        | Minotaurus               | Jan Van Looveren         |
| 3                        | Hippo                    | Boris Van Severen        |
| 3                        | Champignon               | Miguel Wiels             |
| 3                        | Raaf                     | Coely                    |
| 3                        | Tovenaar                 | Aaron Blommaert          |

| Editie 2 (16 november 2024) | Editie 2 (16 november 2024) | Editie 2 (16 november 2024)           |
| Seizoen                     | Personage                   | Deelnemer                             |
| --------------------------- | --------------------------- | ------------------------------------- |
| 1                           | Koningin                    | Sandra Kim                            |
| 2                           | Miss Poes                   | Camille                               |
| 3                           | Tovenaar                    | Aaron Blommaert                       |
| 4                           | Zeeduivel                   | Ruslana                               |
| 4                           | Medusa                      | Linda Mertens                         |
| 4                           | Feniks                      | Gustaph                               |
| 4                           | Poppemie                    | Nathalie Meskens                      |
| 4                           | Zebra                       | Celine Van Ouytsel                    |
| 4                           | Space Babe                  | Samson & Marie                        |
| 4                           | Labradoodle                 | Francisco Schuster                    |
| 4                           | Tik & Tok                   | Joris Hessels en Dominique Van Malder |
| 4                           | De Mike                     | Hugo Sigal                            |

## Trivia
- De Vlaamse kostuums werden ontworpen door de Amerikaanse ontwerpster Marina Toybina die ook de kostuums ontwierp voor de Amerikaanse en Duitse versies van The Masked Singer.
- De zakenkrant The Economic Times was bij het eerste seizoen vol lof over het decor omdat men er ondanks de coronamaatregelen in geslaagd was om met een slimme belichting de illusie te wekken dat er veel meer studiopubliek aanwezig was.[27]
- In aanloop naar de finale van het eerste seizoen postten de hoofdverdachten van Koningin, Wolf en Duiker enkele video's online waarin zij beweerden het bepaalde masker te dragen.
- In seizoen 2 waren de robots (Aster Nzeyimana & Lize Feryn) publieksfavoriet en daarom mochten ze, ondanks hun eliminatie eerder in de reeks, nog eens een keer optreden in de finale als "special guests".
- In de 10de aflevering van seizoen 3 zingen de laatste 5 kandidaten een duet met een oud-deelnemer van de voorgaande seizoenen; Koningin (Sandra Kim), Wolf (Kevin Janssens), Miss Poes (Camille), Ridder (Loredana) en Konijn (Conner Rousseau) zingen.
- In de 10de aflevering van seizoen 4 zingen de laatste 5 kandidaten een duet met Belle Perez, Natalia, Stan Van Samang, 2 Fabiola en voormalige presentator Niels Destadsbader.
- In aanloop naar de finale van het derde seizoen postten de hoofdverdachten van Champignon, Raaf en Tovenaar enkele video's online waarin zij beweerden het masker te dragen.
- In het 4de seizoen werden er voor het eerst special guests geïntroduceerd, Eekhoorn was in week 5 de allereerste ooit.
- In het 4de seizoen dook de eerste niet menselijke deelnemer op, in de vorm van Samson. In Amerika was dit eerder ook al het geval toen Kermit de Kikker een van de deelnemers was.